# Molopopterus ater
Molopopterus ater är en insektsart som beskrevs av Pieter D. Theron 1978. Molopopterus ater ingår i släktet Molopopterus och familjen dvärgstritar. Inga underarter finns listade i Catalogue of Life.